# Vřeténka mandarín
Vřeténka mandarín (Synchiropus splendidus Herre, 1927) je malá mořská ryba dorůstající velikosti okolo 6 cm z čeledi vřeténkovitých. Přirozeně obývá oblast Indického a Tichého oceánu, kde vyhledává teplá mělká útesová moře do hloubky přibližně 18 metrů.
Vřeténka je masožravá ryba, která se živí korýši a menšími bezobratlými živočichy. Ve volné přírodě žije vřeténka okolo 10 až 15 let.

## Hospodářské využití
Pro svou pestrost barev je oblíbená mezi akvaristy. V zajetí vřeténka mandarín přežívá přibližně 5 let a dá se chovat v páru. V některých případech může dojít k tomu, že vřeténka odmítá konzumovat jakoukoliv jinou potravu než živou, což občas vede k jejímu předčasnému úhynu. Jen ve vzácných případech se podaří rozmnožit vřeténky v akváriích. I přes to, že je masožravá, nenapadá ostatní ryby v akváriích a lze ji chovat společně s dalšími rozdílnými druhy.

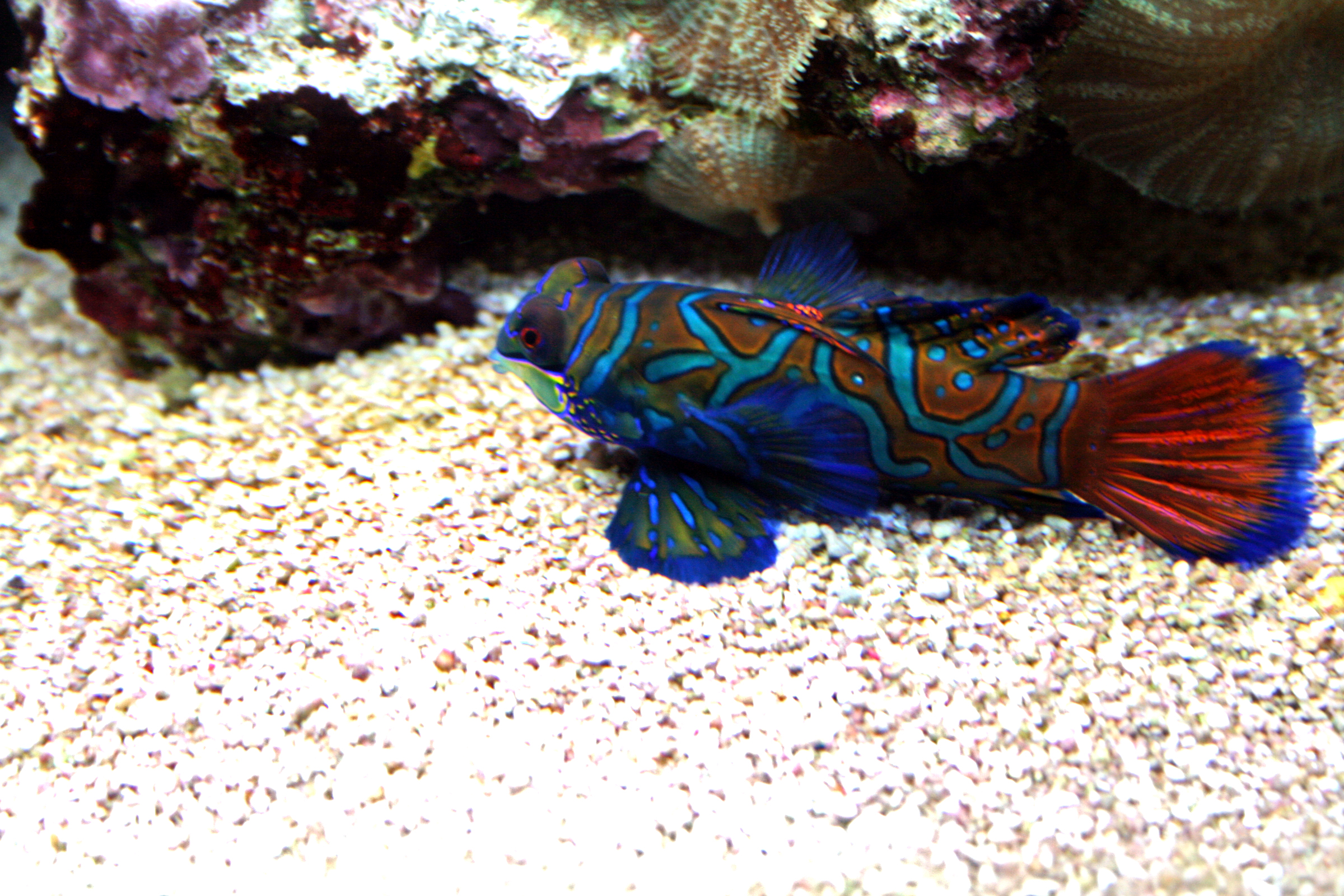
V pražském mořském akváriu Mořský svět